# Aeropuerto Municipal de Abbeville
El Aeropuerto Municipal de Abbeville (FAA LID: 0J0) es un aeropuerto público ubicado a 5 km al norte de Abbeville, una ciudad en el estado de Alabama, Estados Unidos. Es el único aeropuerto que brinda servicios a la ciudad Abbeville.

## Historia
El Aeropuerto Municipal de Abbeville fue oficialmente inaugurado por la FAA en agosto de 1959.

## Instalaciones y aeronaves
El Aeropuerto Municipal de Abbeville cubre un área de 15 ha y posee una pista, la 17/35, con superficie de asfalto y dimensiones 888 x 24 m. En los doce meses previos al 24 de octubre de 2005, el aeropuerto tuvo 404 operaciones, una media de 34 al mes: 99% aviación general y 1% militar.